# Boszporoszi uralkodók listája

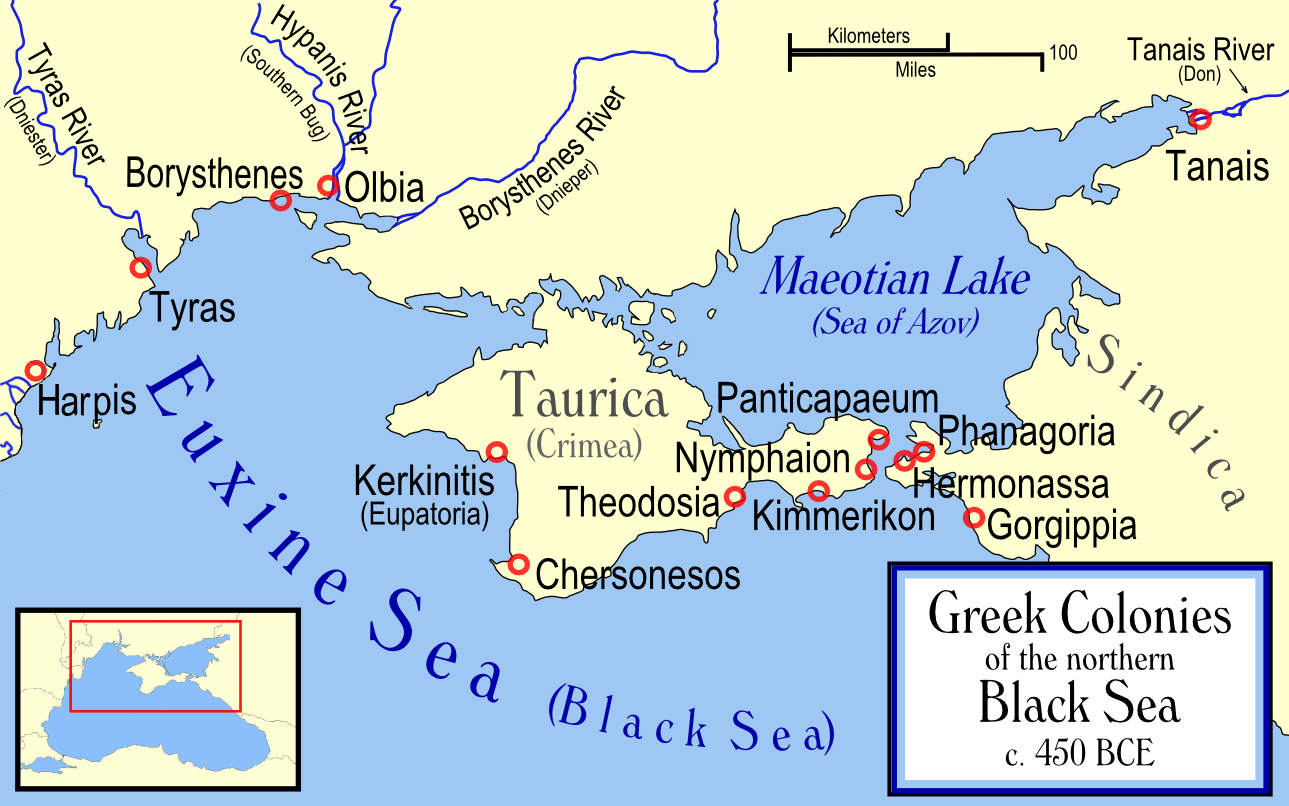
A boszporuszi királyság görög coloniái

A Boszporoszi Királyság a Krím-félszigeten helyezkedett el. A görögök több tengerszorost neveztek Boszporosznak, köztük a Pontosz Euxeinosz és a Maiótisz között lévőt is.

## Korai uralkodók (i. e. 2300körül –i. e. 6. század)
| Uralkodó           | Uralkodott             | Megjegyzés           |
| ------------------ | ---------------------- | -------------------- |
| Gomer              | I. e. 2300 körül       |                      |
| ...                |                        |                      |
| I. Trójai Priamosz |                        |                      |
| I. Helénosz        |                        | I. Priamosz fia.     |
| Kesztrinosz        | i. e. 1150 körül       | I. Helénosz fia.     |
| ?                  |                        |                      |
| Franco             |                        |                      |
| Eszdron            |                        | Franco fia.          |
| Gelio              |                        |                      |
| I. Basabiliano     |                        |                      |
| I. Plaszeriosz     |                        |                      |
| I. Pleszron        |                        |                      |
| Eliakor            |                        |                      |
| Gaberiano          |                        |                      |
| II. Plaszeriosz    | i. e. 800 előtt        | Gaberiano fia.       |
| I. Antenor         |                        | II. Plaszeriosz fia. |
| II. Priamosz       |                        |                      |
| II. Helénosz       |                        |                      |
| II. Pleszron       |                        |                      |
| II. Basabiliano    |                        |                      |
| Alexander          |                        |                      |
| III. Priamosz      |                        |                      |
| Teoszhapa          | i. e. 680 körül        |                      |
| Getmalor           | i. e. 677 körül        |                      |
| Lügdamisz          | i. e. 7. század közepe |                      |
| Szandakhastra      | i. e. 7. század vége   |                      |
| I. Almadion        |                        |                      |
| I. Diluglion       |                        |                      |

## Arkhaianaktidák (i. e. 6. század–i. e. 438)
| Uralkodó         | Uralkodott      | Megjegyzés |
| ---------------- | --------------- | ---------- |
| Almadion         |                 |            |
| Dilulgis         |                 |            |
| III. Helénosz    |                 |            |
| III. Plaszeriosz |                 |            |
| II. Diluglion    |                 |            |
| Markomer         |                 |            |
| IV. Priamosz     |                 |            |
| IV. Helénosz     | i. e. 490 körül |            |
| II. Antenor      | i. e. 443 körül |            |

## Szpartokidák (i. e. 438–i. e. 107)
| Uralkodó                    | Uralkodott            | Megjegyzés                                         |
| --------------------------- | --------------------- | -------------------------------------------------- |
| I. Szpartokosz              | i. e. 438 – i. e. 431 |                                                    |
| Szeleukosz                  | i. e. 431 – i. e. 429 | I. Szpartokosz fia.                                |
| I. Szatürosz                | i. e. 429 – i. e. 387 | I. Szpartokosz fia.                                |
| I. Leukón és Gorgipposz     | i. e. 387 – i. e. 347 | I. Szatürosz fiai.                                 |
| II. Szpartokosz             | i. e. 347 – i. e. 342 | I. Leukon fia.                                     |
| I. Pairiszadész             | i. e. 347 – i. e. 310 | I. Leukon fia.                                     |
| II. Szatürosz               | i. e. 310 – i. e. 309 | I. Pairiszadész fia.                               |
| Prütanisz                   | i. e. 310 – i. e. 309 | I. Pairiszadész fia.                               |
| Eumélosz                    | i. e. 310 – i. e. 303 | I. Pairiszadész fia.                               |
| III. Szpartokosz            | i. e. 303 – i. e. 283 | Eumelosz fia.                                      |
| II. Pairiszadész            | i. e. 283 – i. e. 245 | II. Szpartokosz fia.                               |
| IV. Szpartokosz             | i. e. 245 – i. e. 240 | II. Pairiszadész fia.                              |
| II. Leukón                  | i. e. 240 – i. e. 220 | II. Pairiszadész fia.                              |
| Hügianion                   | i. e. 220 – i. e. 200 | ?                                                  |
| V. Szpartokosz              | i. e. 200 – i. e. 180 | II. Pairiszadész fia. (?)                          |
| III. Pairiszadész           | i. e. 180 – i. e. 170 | II. Leukon fia.                                    |
| Kamaszarié Filoteknosz      | i. e. 180 – i. e. 160 | III. Pairiszadész felesége, V. Szpartokosz leánya. |
| IV. Pairiszadész Philométor | i. e. 160 – i. e. 145 | III. Pairiszadséz fia.                             |
| V. Pairiszadész             | i. e. 145 – i. e. 108 | IV. Pairiszadész fia. (?)                          |
| Szaumakosz                  | i. e. 108 – i. e. 107 | Szkíta trónbitorló.                                |

## Pontidák (i. e. 107–i. e. 47)
| Uralkodó                     | Uralkodott           | Megjegyzés           |
| ---------------------------- | -------------------- | -------------------- |
| I. Mithridatész (*i. e. 132) | i. e. 107 – i. e. 64 | Pontosz királya.     |
| II. Mithridatész             | i. e. 81 – i. e. 66  | I. Mithridatész fia. |
| Makharész                    | i. e. 81 – i. e. 66  | I. Mithridatész fia. |
| Pharnakész (*i. e. 97)       | i. e. 64 – i. e. 47  | I. Mithridatész fia. |

## Aszandridák – Római kliens királyság (i. e. 47–i. sz. 370)
| Uralkodó                                                     | Uralkodott          | Megjegyzés                                                      |
| ------------------------------------------------------------ | ------------------- | --------------------------------------------------------------- |
| Dünamisz (*i. e. 84)                                         | i. e. 47 – i. e. 14 | Pharnakész leánya.                                              |
| Aszander (*i. e. 110)                                        | i. e. 47 – i. e. 17 | Dünamisz 1. férje.                                              |
| Szkriboniosz                                                 | i. e. 17 – i. e. 16 | Dünamisz 2. férje.                                              |
| I. Polemón                                                   | i. e. 16 – i. e. 8  | Dünamisz 3. férje.                                              |
| Aszpurgosz                                                   | i. e. 8 – i. sz. 38 | Aszander fia.                                                   |
| Gepépürisz                                                   | 38–39               | Aszpurgosz özvegye.                                             |
| II. Polemón                                                  | 38–39               | I. Polemón fia.                                                 |
| III. Mithridatész                                            | 39 – 46             | Aszpurgosz és Dünamisz fia. Meghalt 68-ban.                     |
| I. Kotüsz                                                    | 46–63               | Aszpurgosz és Dünamisz fia.                                     |
| Római provincia (63–68)                                      |                     |                                                                 |
| I. Rheszkuporisz                                             | 68–90               | I. Kotüsz fia.                                                  |
| I. Szauromatész                                              | 90–123              | I. Rheszkuporisz fia.                                           |
| II. Kotüsz                                                   | 123–132             | I. Szauromatész fia.                                            |
| Rhoemetalkész                                                | 132–153             | II. Kotüsz fia.                                                 |
| Eupator                                                      | 153–174             | Rhoemetalkész fia.                                              |
| II. Szauromatész                                             | 174–211             | Eupator fia.                                                    |
| II. Rheszkuporisz                                            | 211–227             | II. Szauromatész fia.                                           |
| III. Rheszkuporisz                                           | 211–227             | II. Rheszkuporisz fia. Apjával uralkodott.                      |
| III. Kotüsz                                                  | 227–229             | II. Szauromatész fia. Meghalt 235-ben.                          |
| III. Szauromatész                                            | 229–232             | III. Kotüsz fia.                                                |
| IV. Rheszkuporisz                                            | 233–234             | III. Kotüsz fia. Meghalt 235-ben.                               |
| Ininthimeosz (1x)                                            | 234–235             | III. Kotüsz fia.                                                |
| Pharszanzész (1x)                                            | 235–236             | V. Rheszkuporisz fia.                                           |
| Ininthimeosz (2x)                                            | 236–239             |                                                                 |
| V. Rheszkuporisz (1x)                                        | 239–253             | Ininthimeosz fia.                                               |
| Pharszanzész (2x)                                            | 253–254             |                                                                 |
| V. Rheszkuporisz (2x)                                        | 254–257             |                                                                 |
| Pharszanzész (3x)                                            | 257–261             |                                                                 |
| V. Rheszkuporisz (3x)                                        | 261–267             |                                                                 |
| Khedoszbiosz (1x)                                            | 267–272             |                                                                 |
| V. Rheszkuporisz (4x)                                        | 272–275             |                                                                 |
| IV. Szauromatész                                             | 275                 | Teiranész fia.                                                  |
| Teiranész                                                    | 275–279             | V. Rheszkuporisz fia.                                           |
| Khedoszbiosz (2x)                                            | 279–286             |                                                                 |
| Theothorszész                                                | 286–308             | Teiranész fia.                                                  |
| Rhadamszadész                                                | 308–318             | Theothorszész fia.                                              |
| VI. Rheszkuporisz                                            | 318–335             | Theothorszész fia. Meghalt 342-ben.                             |
| Hannibalosz                                                  | 335–342             |                                                                 |
| A birodalom északi részén innentől a keleti gótok uralkodtak |                     |                                                                 |
| V. Szauromatész                                              | 342–370             | VI. Rheszkuporisz fia. Csak a birodalom déli részén uralkodott. |
| 370 körül a hunok elfoglalták a boszporuszi királyságot      |                     |                                                                 |